# Liatongus minutus
Liatongus minutus là một loài bọ cánh cứng trong họ Bọ hung (Scarabaeidae).